# Riofrío de Riaza
Riofrío de Riaza es un municipio y localidad española de la provincia de Segovia, en la comunidad autónoma de Castilla y León. El término municipal tiene una población de 27 habitantes (INE 2024).

## Geografía
Este pequeño pueblo es el más alto sobre el nivel del mar de la provincia de Segovia, a 1312 m de altitud. Está ubicado en las faldas de la sierra de Ayllón, a los pies del puerto de la Quesera y es limítrofe con la provincia de Guadalajara. En su término municipal nace el río Riaza. Su actividad principal fue la producción de patata de siembra de las variedades roja de riñón, deside, palogan, etc. En la actualidad sólo se siembran pequeñas parcelas. Está rodeado de grandes y bonitos parajes naturales, como el hayedo de la Pedrosa, espacio protegido y Patrimonio de la Humanidad.
| Noroeste: Riaza                                                   | Norte: Riaza                               | Noreste: Riaza                                               |
| Oeste: Riaza                                                      |                                            | Este: Comunidad de Sepúlveda-Riaza, Cantalojas (Guadalajara) |
| Suroeste: Cerezo de Arriba, El Cardoso de la Sierra (Guadalajara) | Sur: El Cardoso de la Sierra (Guadalajara) | Sureste: El Cardoso de la Sierra (Guadalajara)               |

### Orografía

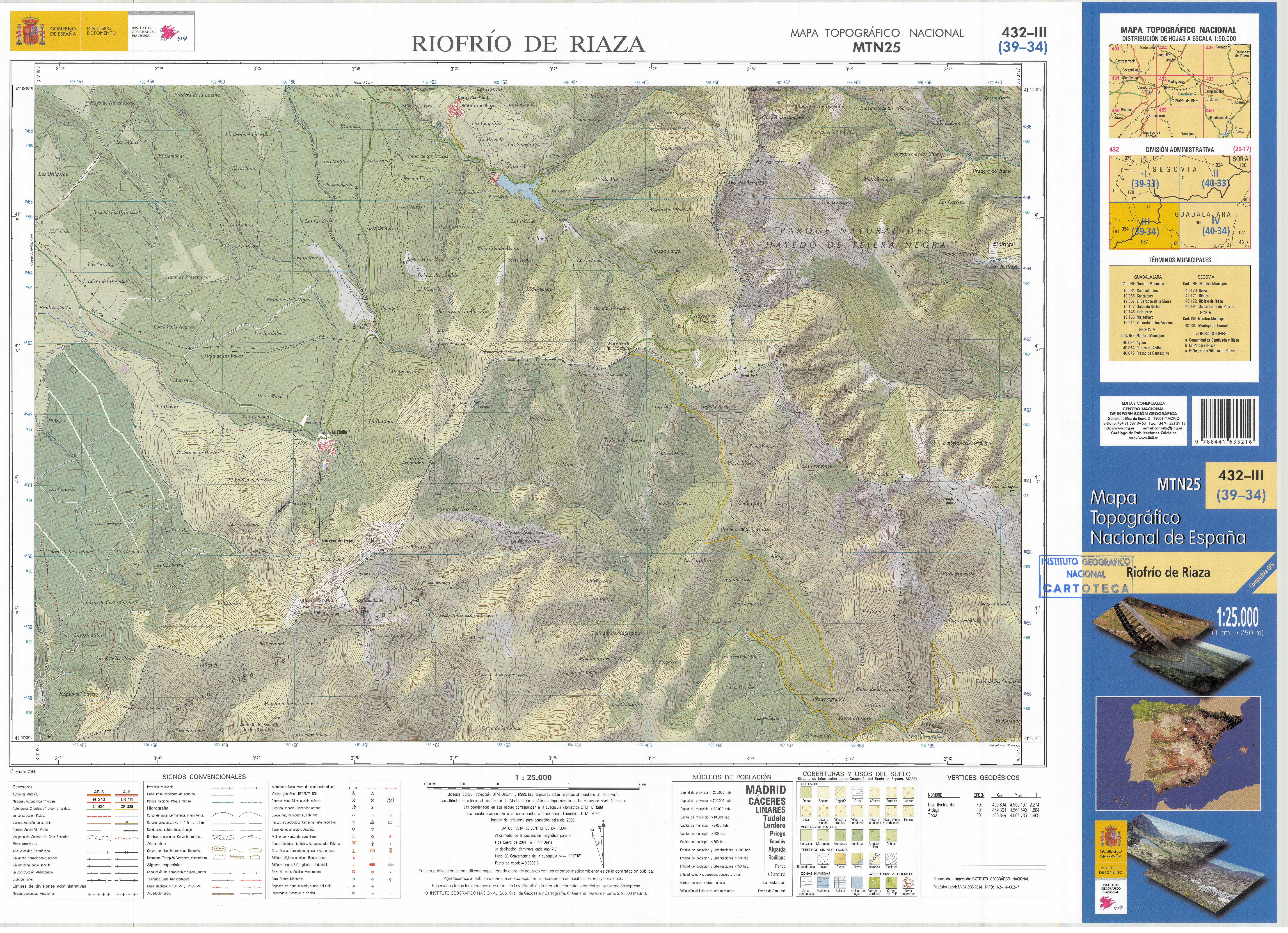
Fragmento de la hoja 432 del Mapa Topográfico Nacional de España de 2014 en el que se representa parte de Riofrío de Riaza

La población se encuentra situada en una pequeña meseta limitada por dos profundos valles por los que corren el río Riaza y su afluente el Venal. Ambos valles, por lo accidentados que están, eran idóneos para ser amurallados. El término municipal tiene forma de triángulo teniendo como vértices Peña las Sillas, Collado Merino y el Lomo de las Eras. El río Riaza, que en su nacimiento se alimenta de los acuíferos de Peña las Sillas, traza la altura del triángulo pasando cerca de la población, donde es embalsado por la presa de Riofrío. 
Todo el término, muy accidentado, está jalonado por profundos barrancos y grandes pendientes superiores al 50% ,para hacerse una idea, a menos de 3 km existen picos como Collado Merino y Zopegado y otros como Mesota (La Buitrera) y el Mojón Alto o Parrejón Alto que superan los 2000 m. Desde los Altos de la Cuerda se descuelgan bruscamente cerros y barrancos hasta el cauce del río Riaza donde desembocan multitud de riachuelos, los cuales no se secan en verano.

### Hidrografía
Hablar de hidrografía en una superficie de 27,04 km² no tendría sentido si no fuera por las especiales condiciones que ofrece este pequeño territorio. Cualquier punto del mismo se encuentra a menos de 1 km de un manantial o riachuelo, y la diferencia de altura entre el nacimiento más alto (Fuente Cervunal a 1902 m) y el punto más bajo del río Riaza (confluencia del Riaza y su afluente el Venal 1195 m) es salvada en una distancia de unos 4 km.

## Historia
No se tiene documentación de los orígenes de este pueblo, quizás sobre el siglo XII, pero sin lugar a dudas, están relacionados con la ganadería y por supuesto con vistas a que en un determinado momento fuese una gran fortaleza.
Riofrío y la cercana Hontanares fueron donadas el 4 de junio de 1286 por Sancho IV como aldeas a la Comunidad de Villa y Tierra de Fresno de Cantespino, segregandolas de las de Sepúlveda. En 1453 esta situación se revierte. En 1558 Bernardino de Cárdenas Pacheco, II duque de Maqueda, adquiere a su hermano Alonso de Cárdenas la villa de Riaza y del lugar de Riofrío (Segovia) a su mayorazgo.
Hacia mediados del siglo XIX, el lugar tenía contabilizada una población de 253 habitantes. La localidad aparece descrita en el decimotercer volumen del Diccionario geográfico-estadístico-histórico de España y sus posesiones de Ultramar de Pascual Madoz de la siguiente manera:

RIO-FRIO: l. con ayunt. de la prov. y dióc. de Segovia (12 leg.), part. jud. de Riaza (1), aud. terr. de Madrid (20), c. g. de Castilla la Nueva. sit. en terreno escabroso y húmedo, le combaten con mas frecuencia los vientos N., y su clima es frio, padeciéndose por lo comun reumas y catarrales. Tiene 70 casas; la del ayunt.; cárcel; escuela de primeras letras, dotada con 200 rs. y la retribucion de sus discipulos, y una igl. parr. (San Miguel Arcángel), con curato de entrada y de provision ordinaria; en los afueras, se encuentran 2 ermitas, Ntra. Sra. de Ontanares y San Benito de la Sierra, en esta última hay ermitaño, y el cementerio que no perjudica á la salud pública; los vec. se surten de aguas para sus usos de las de dos fuentes, y de las de una reguera que atraviesa la pobl. Confina el térm. N. Riaza; E. prov. de Guadalajara; S. Cerezo de Arriba, y O. el soto de Sepúlveda; se estiende 1/2 leg. en todas diroecciones, y comprende 2 montes de mata baja y roble, algunos árboles frutales y diferentes prados naturales con medianas yerbas; le cruza el r. Riaza. El terreno es de mediana calidad. caminos: de herradura que conducen á la cab. del part. y otros que atraviesan la sierra y dirigen á los pueblos de la prov. de Guadalajara; estos últimos intransitables la mayor parte del invierno por las muchas nieves. El correo se recibe en Castillejo, á donde lo conduce el balijero de Riaza. prod.: trigo tremesino, centeno, lino, patatas, nabos, frutas y abundantes pastos: mantiene ganado lanar, vacuno y cabrío; cria caza de perdices y algun corzo, y pesca de truchas. ind.: un molino harinero, dedicándose algunos vec. á labrar madera de haya para la fab. de sillas, y al carbon de brezo. pobl.: 74 vec., 253 alm. cap. imp.: 20.102 rs. contr.: segun cálculo general de la prov. 20'72 por 100.
(Madoz, 1849, p. 484)

## Demografía
Cuenta con una población de 27 habitantes (INE 2024).
| Gráfica de evolución demográfica de Riofrío de Riaza entre 1842 y 2021                                                |
| |
| Población de derecho según los censos de población del INE. Población de hecho según los censos de población del INE. |

## Administración y política
| Periodo   | Nombre                                                               | Partido | Partido     |
| --------- | -------------------------------------------------------------------- | ------- | ----------- |
| 1979-1983 | Marcelino García Arranz                                              |         | UCD         |
| 1983-1987 | Julián García Lorenzo                                                |         | AP-PDP-UL   |
| 1987-1991 | Julián García Lorenzo                                                |         | PDP         |
| 1991-1995 | Jesús Vicente Gaitero                                                |         | PP          |
| 1995-1999 | Jesús Vicente Gaitero                                                |         | PP          |
| 1999-2003 | Juan Manuel Ramos Casillas (1999-2001)Luis García García (2001-2003) |         | PP C. Gest. |
| 2003-2007 | Luis García García                                                   |         | PP          |
| 2007-2011 | Luis García García                                                   |         | PP          |
| 2011-2015 | Luis García García                                                   |         | PP          |
| 2015-2019 | Jesús Díaz Martín                                                    |         | PP          |
| 2019-2023 | María del Pilar Vallecillo Hernández                                 |         | PSOE        |
| 2023-act. | Manuel García Gil                                                    |         | PSOE        |

Elecciones a la Diputación Provincial
El municipio pertenece al distrito electoral del partido judicial de Riaza en la Diputación Provincial de Segovia.

## Patrimonio
- Iglesia de San Miguel Arcángel.[1]
- Fuente romana en paraje natural